# St. Aegidius (Hersel)

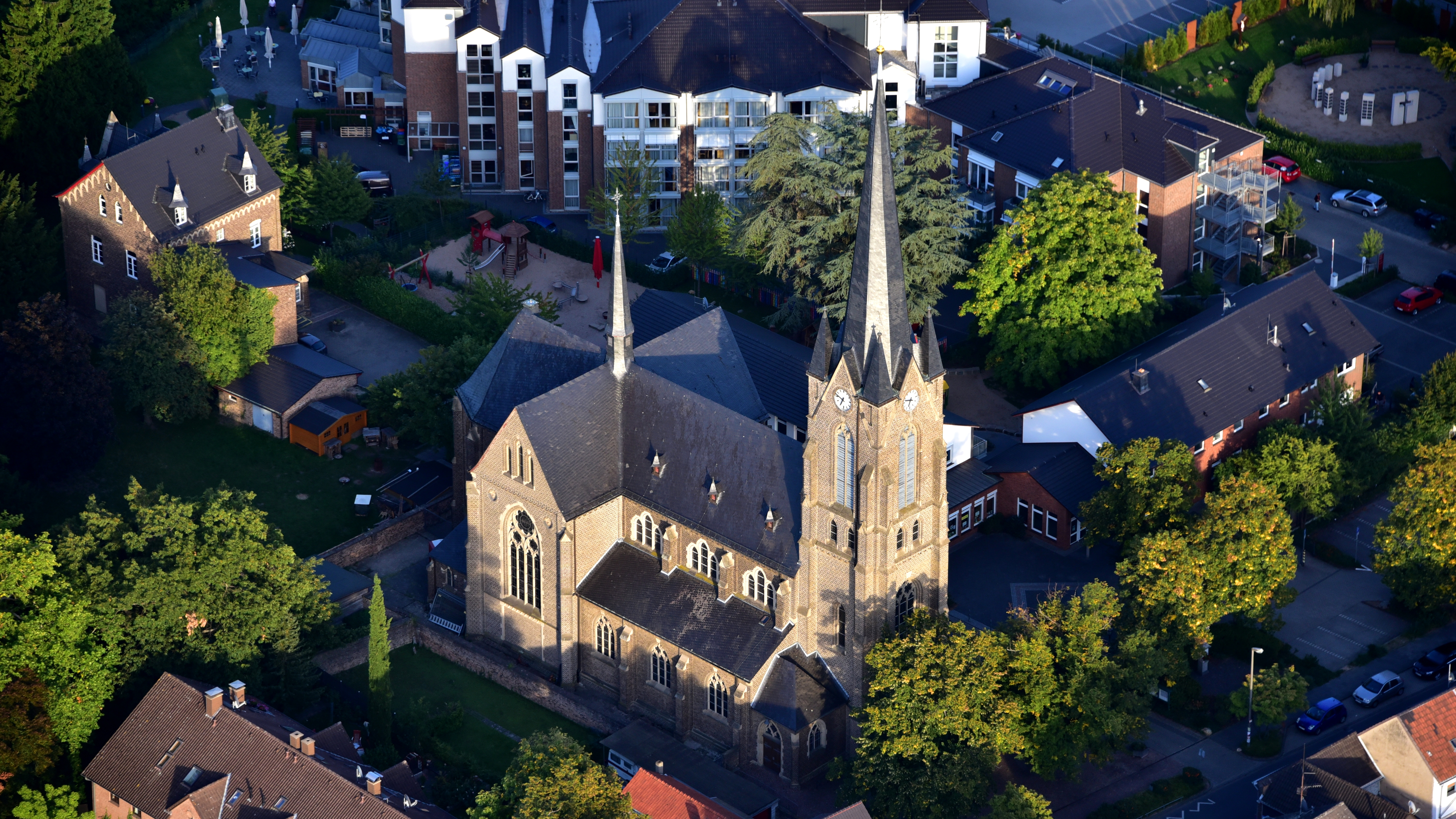
St. Aegidius, Luftaufnahme (2019)

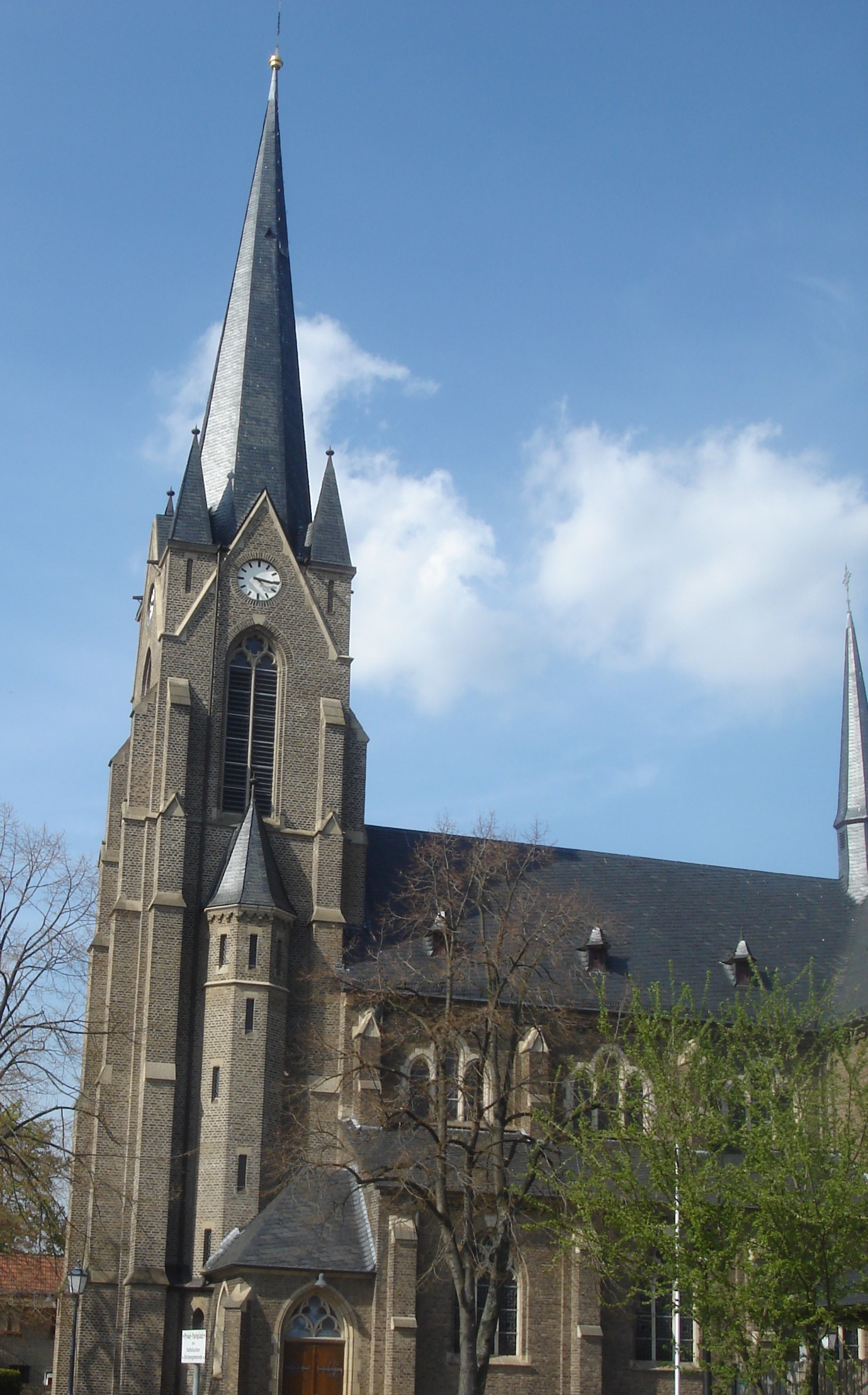
Pfarrkirche St. Aegidius (2007)

Die katholische Pfarrkirche St. Aegidius ist ein denkmalgeschütztes Kirchengebäude in der Rheinstraße 204 in Hersel, einem Stadtteil von Bornheim im Rhein-Sieg-Kreis (Nordrhein-Westfalen).

## Geschichte
Die neugotische Kirche wurde 1899 nach einem Entwurf des Architekten Eduard Endler gebaut und 1901 eingeweiht. Vorgängerkirche war der ebenfalls unter Denkmalschutz stehende Aegidiussaal, er wurde 1744 als Barockkirche errichtet. Drei ursprünglich für die Barockkirche von Kurfürst Clemens August gestiftete Fenster sind über der Orgel eingebaut; auch die barocke Kanzel wurde übernommen.

## Glocken
Im Kirchturm hängt ein sechsstimmiges Glockengeläut aus Bronze. Die größte Glocke wurde 1623 von Johannes Reutter aus Köln gegossen, die kleinste 1963 in der Eifeler Glockengießerei Mark, Brockscheid. Die vier anderen Glocken goss Feldmann & Marschel, Münster im Jahr 1957.
| Nr. | Name        | Durchmesser | Masse   | Schlagton (HT-1/16) | Inschriften |
| --- | ----------- | ----------- | ------- | ------------------- | --- |
| 1   | Aegidius    | 1240 mm     | 1200 kg | fis1 −7             | SANCT EGIDIVS HEYS ICH ◆ ZVM DINEST GOTTES RVFF ICH ◆ DIE TODEN BESCHREYEN ICH ◆ ZV DER BVS ERMAN ICH ◆ DV SÜNDER BEKEHR DICH ◆ ANNO 1623 (Totenglocke, Stundenglocke, Glocke zur Sterbestunde Jesu) |
| 2   | Katharina   | 997 mm      | 570 kg  | gis1 -5             | BEATI IMMACULATI IN VIA, QUI AMBULANT IN LEGE DOMINI. EX AERE CAMPANAE IN HONOREM SANCTAE CATHERINAE NOVITER FUSA PER FELDMANN ET MARSCHEL MONASTERIENSES MCMLVII („Selig die Unbefleckten auf dem Wege, die im Gesetz des Herrn wandeln. Aus dem Erz der Glocke zu Ehren der heiligen Katharina von neuem gegossen von den Münsteranern Feldmann und Marschel 1957“) |
| 3   | Maria       | 871 mm      | 390 kg  | ais1 −5             | SANCTA MARIA BENEDICATA FILIA DOMINI QUIA PER TE FRUCTUM VITAE COMMUNICAVIMUS („Heilige Maria, du bist gepriesen als Tochter des Herrn, denn durch dich haben wir Anteil an der Fülle des Lebens“) |
| 4   | Joseph      | 734 mm      | 230 kg  | cis2 −5             | SANCTE JOSEPH PATRONE MORIENTIUM O. P. N. (Ora Pro Nobis; „Heiliger Josef, Patron der Sterbenden, bitte für uns.“) |
| 5   | Engel       | 647 mm      | 160 kg  | dis2 -5             | SANCTI ANGELI CUSTODES. ANGELI EORUM SEMPER VIDENT FACIEM PATRIS QUI EST IN CAELIS. („Die heiligen Schutzengel. Diese Engel schauen immer das Angesicht des Vaters, der im Himmel ist“.) |
| 6   | Totenglocke | 530 mm      | 100 kg  | fis2 -5             | VIVOS VOCO ◆ MORTUOS PLANGO ◆ FULGURA FRANGO („Die Lebenden rufe ich, die Toten beklage ich, die Blitze breche ich“) |

## Orgel
Die Orgel, erbaut im Jahr 1905 von der Orgelwerkstatt Johannes Klais aus Bonn, wurde im Jahr 1953 und 1970 durch die Erbauerfirma umdisponiert. 1995 wurde erwogen, diese Orgel durch einen Neubau zu ersetzen. Man entschied sich aber anders. Da die Orgel über sehr viel ursprüngliche Substanz verfügte, wurde sie von Klais im Jahre 2011 weitgehend auf den Originalzustand rückgebaut.
| I Hauptwerk |                   |       |
| 1.          | Bordun            | 16′   |
| 2.          | Prinzipal         | 8′    |
| 3.          | Offenflöte        | 8′    |
| 4.          | Gambe             | 8′    |
| 5.          | Salicional        | 8′    |
| 6.          | Oktave            | 4′    |
| 7.          | Rohrflöte         | 4′    |
| 8.          | Mixtur-Cornett IV | 2 ⁄3′ |
| 9.          | Trompete          | 8′    |

| II Positiv |                 |    |
| 10.        | Geigenprinzipal | 8′ |
| 11.        | Liebl. Gedackt  | 8′ |
| 12.        | Aeoline         | 8′ |
| 13.        | Vox coelestis   | 8′ |
| 14.        | Flöte           | 4′ |

| Pedal |               |     |
| 15.   | Violon        | 16′ |
| 16.   | Subbass       | 16′ |
| 17.   | Prinzipalbass | 8′  |

- Koppeln:
  - Normalkoppeln: II/I, I/P, II/P
  - Subkoppeln: Sub II-I